# Ellsworth (Minnesota)
Pour les articles homonymes, voir Ellsworth.
Ellsworth est une ville située dans le comté de Nobles, dans l'État américain du Minnesota. Sa population est de 463 habitants au recensement de 2010.
Située dans le coin sud-ouest du Minnesota, Ellsworth est limitrophe de l'Iowa et non loin du Dakota du Sud où se trouve la ville la plus proche Sioux Falls.

## Démographie
| Groupe            | Ellsworth | Minnesota | États-Unis |
| ----------------- | --------- | --------- | ---------- |
| Blancs            | 97,6      | 85,3      | 72,4       |
| Métis             | 1,1       | 2,4       | 2,9        |
| Afro-Américains   | 0,4       | 5,2       | 12,6       |
| Autres            | 0,4       | 6,0       | 11,2       |
| Amérindiens       | 0,4       | 1,1       | 0,9        |
| Total             | 100       | 100       | 100        |
|                   |           |           |            |
| Latino-Américains | 3,0       | 4,7       | 16,7       |

Selon l'American Community Survey, pour la période 2011-2015, 97,24 % de la population âgée de plus de 5 ans déclare parler anglais à la maison, alors que 1,38 % déclare parler l'allemand, 0,92 % l'espagnol et 0,46 % une autre langue.